# Jan Pytlick
Jan Pytlick (født 5. juni 1967) er en dansk håndboldtræner, der især er kendt som succesrig træner for det danske damelandshold i perioden 1998-2005 og igen fra 2007 frem til udgangen af 2014

## Karriere
Jan Pytlick er udlært murer og spillede i sin ungdom også håndbold. Han blev dog nødt til at stoppe allerede som 19-årig på grund af en skade, og han gik i stedet i gang med trænergerningen. På eliteniveau havde han trænet hold i Team Esbjerg og GOG, inden han i 1998 af DHF blev opfordret til at blive landstræner for kvindelandsholdet efter Ulrik Wilbek. Han afslog i første omgang, men ombestemte sig så og tog udfordringen op som efterfølger til den succesrige Wilbek.

### Kvindelandsholdet
Pytlick fik straks succes, da kvindelandsholdet i hans første slutrunde, EM i 1998, opnåede sølvmedaljer på trods af, at en række profiler havde valgt at afslutte landsholdskarrieren sammen med Wilbek. Pytlicks helt store successer var dog guldmedaljerne ved OL i 2000 og 2004. Med to OL-guldmedaljer er Jan Pytlick Danmarks mest succesrige håndboldtræner ved OL. Det blev også til guld ved EM i 2002 på hjemmebane. Ydermere blev det sølv ved EM i 2004.
Efter VM i 2005, hvor holdet opnåede en 4. plads, valgte Pytlick at tage imod et tilbud fra sin tidligere klub, GOG, om at blive træner for klubbens dameligahold. Med Pytlick ved roret kunne klubben tiltrække flere nye spillere, men den første halve sæson har ikke givet den håbede effekt, idet GOG i lighed med årene forinden måtte affinde sig med en plads i midten af ligaen.
I februar 2007 overtog han igen ansvaret for kvindelandsholdet, efter at Brian Lyngholm valgte at trække sig som landstræner. I starten var Pytlicks genansættelse kun midlertidig, men han valgte i marts 2007 helt at droppe GOG for igen at fokusere 100 % på damelandsholdet, og han fik en femårig aftale med håndboldforbundet løbende til og med OL i 2012.
Pytlick modtog i 2005 Team Danmarks talentpris Ragnhild Prisen for sin evne til at udvikle spillere, sin coaching og sine kommunikationsevner. Pytlick stoppede som landstræner for kvindelandsholdet ved årsskiftet 2014-15.

### Efter kvindelandsholdet
Herefter vendte han tilbage til klubtræning, hvor han i første omgang blev cheftræner for den ambitiøse Odense Håndbold. I 2019 blev han fyret herfra, hvorpå han i 2020 blev træner for SønderjyskE's herrer. Her var det meningen, han skulle være til sæsonafslutningen i 2022, hvor han planlagde at indstille sin karriere, men klubben fyrede ham i efteråret 2021.
I sommeren 2022 valgte Pytlick dog alligevel at tage et nyt trænerjob, idet han fik et tilbud om at blive træner for Saudi-Arabiens herrer for et år, herunder til VM 2023.
Han har i lighed med Wilbek holdt foredrag om ledelsesmæssige emner.